# Haplostomella halocynthiae
Haplostomella halocynthiae – gatunek widłonoga z rodziny Botryllophilidae. Opisał go w 1965 roku japoński parazytolog Tamao Fukui, nadając mu nazwę Rhabdomorpha halocynthiae.